# Disani Corona
Disani Corona est une corona, formation géologique en forme de couronne, située sur la planète Vénus par 2,7° N et 57,5° E. Elle est localisée dans le quadrangle de Mead. Elle a été nommée en référence à Disani, déesse Nuristan (nord-est de l'Afghanistan) de la fertilité. 

## Géographie et géologie
Disani Corona couvre une surface circulaire d'environ 300 km de diamètre. 